# 美濃テレビ中継局
美濃テレビ中継局（みのテレビちゅうけいきょく）は、岐阜県美濃市にある地上デジタルテレビの中継局である。かつてはアナログテレビの中継局も設置されていたが、アナログ放送の終了とともに廃止された。

## 中継局概要

### デジタルテレビ
| リモコン キーID | 放送局名                        | 物理 チャンネル | 空中線電力 | ERP   | 放送対象 地域 | 放送区域 内世帯数 | 偏波面   |
| --------------- | ------------------------------- | --------------- | ---------- | ----- | ------------- | ----------------- | -------- |
| 2               | NHK 名古屋教育                  | 34ch            | 300mW      | 1.55W | 全国          | 約3,600世帯       | 水平偏波 |
| 3               | NHK 岐阜総合                    | 29ch            | 300mW      | 1.55W | 岐阜県        | 約3,600世帯       | 水平偏波 |
| 8               | GBS 岐阜放送 愛称「ぎふチャン」 | 30ch            | 300mW      | 1.55W | 岐阜県        | 約3,600世帯       | 水平偏波 |

## 廃止された局の概要

### アナログテレビ
| チャンネル | 放送局名                        | 空中線電力        | ERP                | 放送対象 地域 | 放送区域 内世帯数 | 偏波面   |
| ---------- | ------------------------------- | ----------------- | ------------------ | ------------- | ----------------- | -------- |
| 48ch       | NHK 名古屋教育                  | 映像3W/ 音声750mW | 映像16W/ 音声4W    | 全国          | 5,233世帯         | 水平偏波 |
| 51ch       | NHK 岐阜総合                    | 映像3W/ 音声750mW | 映像16W/ 音声4W    | 岐阜県        | 5,233世帯         | 水平偏波 |
| 54ch       | GBS 岐阜放送 愛称「ぎふチャン」 | 映像3W/ 音声750mW | 映像8.5W/ 音声2.1W | 岐阜県        | 5,233世帯         | 水平偏波 |

## 所在地
- 美濃市安毛字井之面868番1号 「まえ山」（標高約314m）[1]

## 放送エリア

### デジタルテレビ
- 美濃市の一部、約3,600世帯[2]。

### アナログテレビ
- 美濃市の中心部をカバーしていた。

## 歴史
下記に記載していない局については、開局時期は不明。

### デジタルテレビ
- 2010年5月20日 - 予備免許交付
- 2010年5月27日 - 試験放送開始
- 2010年6月17日 - 免許交付[3]
- 2010年6月22日 - 放送開始

### アナログテレビ
- 1967年11月1日 - NHKの中継局が開局[4]。
- 1972年7月8日 - GBS岐阜放送・美濃テレビジョン放送局が開局[5]。
- 2011年7月24日 - 全局廃局となった。

## その他
- 中京広域圏民放4局（CBC・THK・NBN・CTV）は当地に中継局を置いておらず、中濃テレビ中継局などを受信している。